# Acta Agriculturae Sinica
Acta Agriculturae Sinica o Nung yeh hsüeh pao (abreviado Acta Agric. Sin.) es una revista con ilustraciones y descripciones botánicas que publicada en Pekín desde el año 1950.